# Кукловод (Marvel Comics)
Кукловод (англ. Puppet Master), настоящее имя Филипп Мастерс (англ. Phillip Masters) — вымышленный суперзлодей американских комиксов издательства Marvel Comics. Наиболее известен как один из старейших врагов Фантастической четвёрки, а также отчим Алисии Мастерс, возлюбленной Существа.
На протяжении многих лет с момента его первого появления в комиксах персонаж появлялся в других медиа продуктах, включая мультсериалы и видеоигры.

## История публикаций
Кукловод был создан сценаристом Стэном Ли и художником Джеком Кирби, дебютировав в The Fantastic Four #8 (Ноябрь 1962). Его фамилия, Мастерс, была раскрыта на странице c письмами фанатов в Fantastic Four # 42 (Сентябрь 1965). Её придумал читатель, получивший сатирическую награду Marvel No-Prize. История происхождения Кукловода была раскрыта в Marvel Team-Up #6 (Январь 1973).

## Вне комиксов

### Телевидение
- Боб Холт озвучил Кукловода в мультсериале «Невероятный Халк» 1982 года[8].
- Кукловод появляется в эпизоде «Происхождение Фантастической четвёрки» мультсериала «Фантастическая четвёрка» 1994 года, где его озвучил Нил Росс[8].
- В мультсериале «Фантастическая четвёрка: Величайшие герои мира» 2006 года Кукловода озвучил Элвин Сандерс[8].

### Кино
- В расширенной версии фильма «Фантастическая четвёрка» 2005 года Существо замечает кукол в художественной галереи Алисии, которые, по словам девушки, принадлежали её отцу[9].
- Кукловод мог появиться в одном из будущих фильмов про Фантастическую четвёрку от студии 20th Century Fox[10][11].
- Кукловод упоминается в фильме «Фантастическая четвёрка: Первые шаги» 2025 года[12].

### Видеоигры
Кукловод, озвученный Джеймсом С. Матисом III, является одним из антагонистов игры Fantastic Four 2005 года. 

## Критика
В 2009 году Time включил Кукловода в «топ 10 самых странных персонажей Marvel».